# Melchior Nieciecki
Melchior Nieciecki herbu Poraj – podkomorzy drohicki w latach 1566-1583.
Studiował na Akademii Krakowskiej w 1545 roku.
Poseł na sejm konwokacyjny 1573 roku. Podpisał akt konfederacji warszawskiej 1573 roku.